# Cârbești, Gorj
Cârbești este un sat în comuna Drăguțești din județul Gorj, Oltenia, România.

## Vezi și
- Biserica de lemn din Cârbești

## Imagini

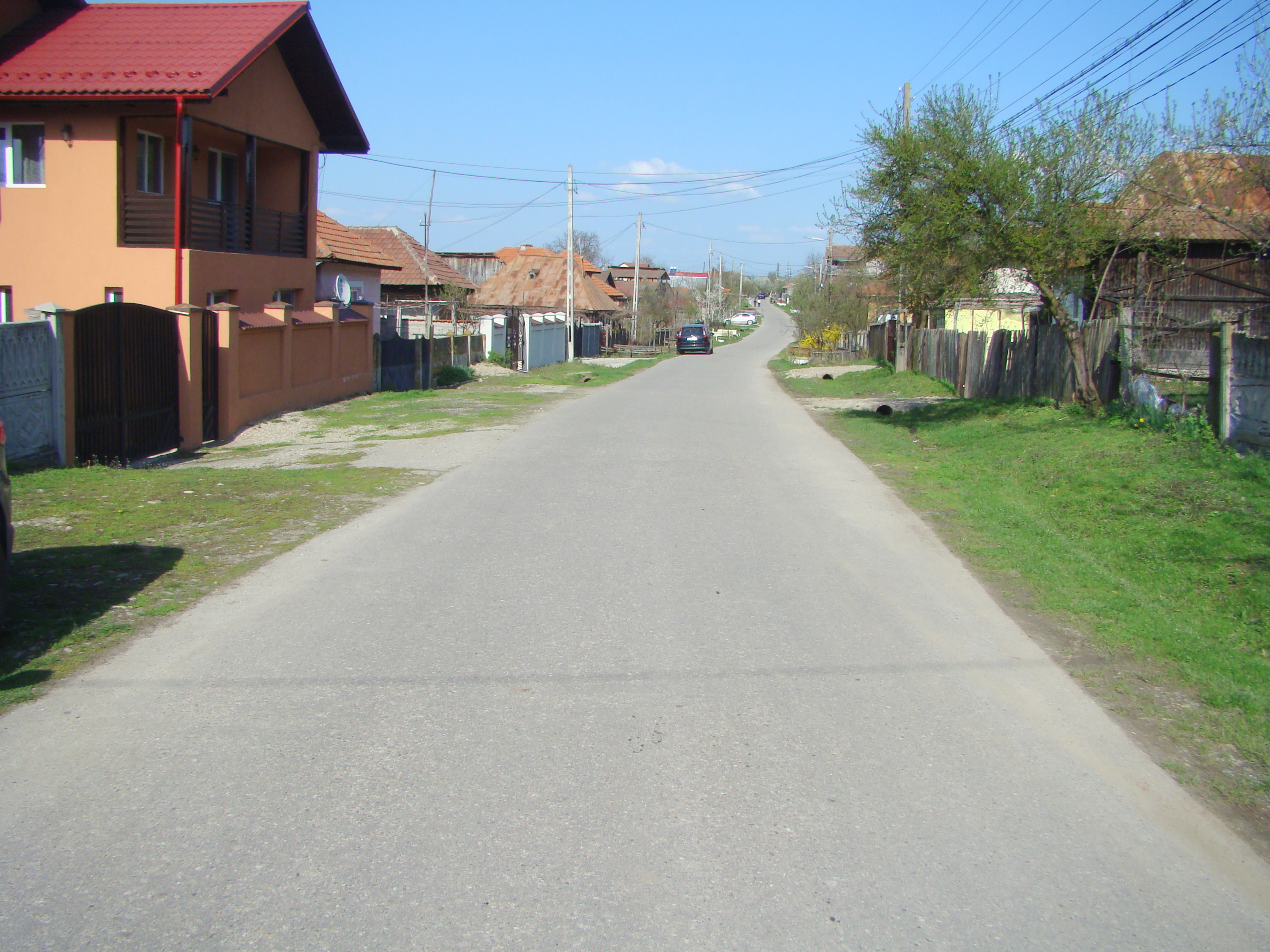
Strada principală
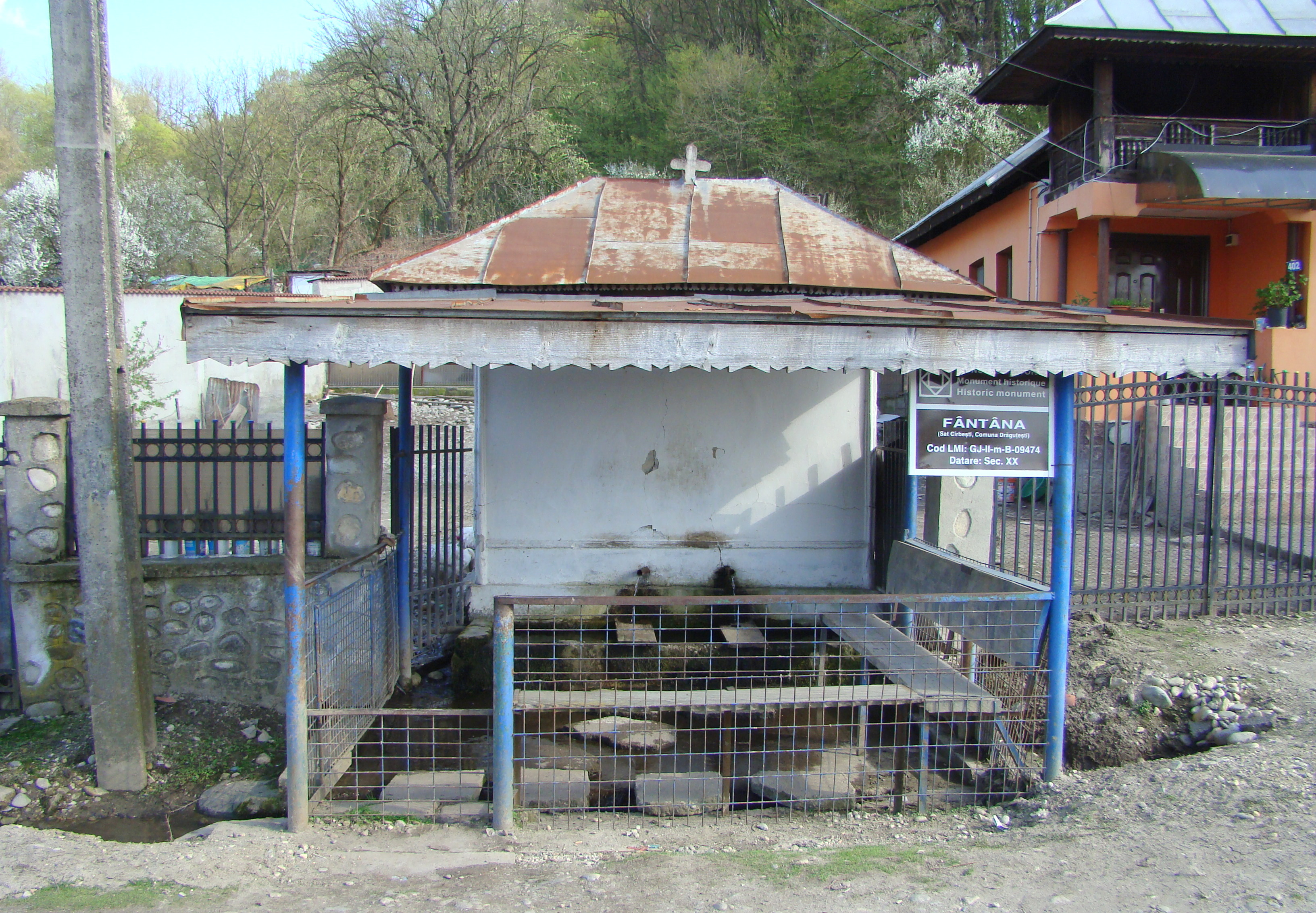
Fântână (monument istoric)

 Acest articol despre o localitate din județul Gorj este deocamdată un ciot. Puteți ajuta Wikipedia prin completarea lui.